# Pheidole harrisonfordi
Pheidole harrisonfordi (лат.) — вид муравьёв рода Pheidole из подсемейства Myrmicinae (Formicidae). Центральная Америка (Гондурас, Мексика, Панама). Встречается во влажных субтропических лесах от уровня моря до высоты в 1800 м. Крупные рабочие (солдаты) имеют ширину головы 0,65—1,00 мм, индекс скапуса SI (соотношение ширины головы к длине скапуса, 100*HW/HL) = 40—60 (усики короткие), мандибулы и клипеус гладкие и блестящие. Мелкие рабочие имеют ширину головы 0,36—0,47 мм, индекс скапуса SI = 84—92 (усики относительно длинные). Стебелёк между грудкой и брюшком состоит из двух члеников: петиолюса и постпетиолюса (последний четко отделен от брюшка). Окраска крупных рабочих красновато-коричневая (ноги темно-жёлтые); мелкие рабочие — красновато-жёлтые. Вид Pheidole harrisonfordi назван в честь американского актёра Харрисона Форда за его вклад в дело охраны природы и описан в 2003 году мирмекологом Эдвардом Уилсоном.